# Mine Soley
Mine Soley (bürgerlich Emine Gül; * 1946 in Trabzon) ist eine türkische Schauspielerin.

## Leben und Karriere
Soley wurde 1946 in Trabzon geboren. Sie ist die Nichte der Schauspielerin Nezihe Güler. Ihr Debüt gab sie 1960 in dem Film Cici Katibem. Sie war vor allem in den 1960er und 1970er Jahren aktiv. Zu ihren bekanntesten Werken gehören Filme wie Kilink Uçan Adama Karşı, Silahların Kanunu, Siyahlı Kadın und Çiçek Taksi. Ihr letzter Film war Herkes mi Aldatır?. Danach zog sie sich aus der Filmbranche zurück.

## Filmografie (Auswahl)
- 1960: Cici Katibem
- 1962: Kısmetin En Güzeli
- 1962: Aramıza Kan Girdi
- 1963: Helal Olsun Ali Abi
- 1965: Kasımpaşalı Recep
- 1966: Ölmek Mi Yaşamak Mı
- 1968: Kadın Severse
- 1969: İntikam Yemini
- 1969: Kaldırım Çiçeği
- 1970: Kanlı Kader
- 1977: Dört Ateşli Yosma
- 1994: Kılıbıklar
- 1999: Şampiyon
- 2008: Kirpi
- 2010: Herkes mi Aldatır?